# 음용수에 관한 죄

음용수에 관한 죄(飮用水－罪) (일상 음료에 공하는 정수(淨水)에 오물을 혼입하여 음용(飮用)하지 못하게 하는 죄(192조 1항), (이러한 음용수에 독물(毒物) 기타 건강을 해할 물건을 혼입하는 죄(192조 2항), (수도(水道)에 의하여 공중의 음용에 공하는 정수 또는 그 수원(水源)에 오물을 혼입하여 음용하지 못하게 하는 죄(193조 1항), (이러한 음용수 또는 수원에 독물 기타 건강을 해할 물건을 혼입하는 죄(193조 2항), ( (·(의 죄를 범하여 사람을 사상에 이르게 하는 죄(194조) 및 ( 공중의 음용수를 공급하는 수도 이타의 시설을 손괴 기타의 방법으로 불통하게 하는 죄(195조) 등이 있다.

## 보호법익
본죄의 보호법익은 공중의 보건이다. '일상 음용에 공하는 정수'란 본죄의 본질이 공공위험죄인 점으로 보아서 불특정 또는 다수인의 음용에 공하는 정수임을 요한다. '수도'란 천연 유수(流水)가 아니고 정수 공급용의 인공적 장치를 말한다. 수도에 의한 음용수의 경우에는 특히 공공의 위험이 크므로 일반의 음용수와 구별하여 형을 가중하였다. (·(·(의 미수범(196조) 및 예비·음모(197조)도 처벌한다.